# جوليو روسي
جوليو روسي (12 أبريل 1912 إيطاليا - 21 أبريل 1974) هو لاعب كرة قدم إيطالي سابق كان يلعب كلاعب وسط.